# Schmalsee
Der Schmalsee ist ein See im Kreis Herzogtum Lauenburg im deutschen Bundesland Schleswig-Holstein östlich der Stadt Mölln. Er ist knapp 19 ha groß und bis zu 7,8 m tief.